# Mistrzostwa Polski w Biathlonie 2022
54. Mistrzostwa Polski w biathlonie odbyły się w dniach 15–18 marca 2022 roku w Dusznikach-Zdroju. Rozegrane zostały biegi indywidualne, sprinty oraz biegi ze startu wspólnego.
Bieg indywidualny rozegrano na skróconym do 15 km (mężczyźni) i 12,5 km (kobiety) dystansie.

## Terminarz i medaliści
| Data       | Konkurencja                | Złoto                                      | Srebro                                     | Brąz                                |
| 16.03.2022 | Bieg indywidualny kobiet   | Kamila Cichoń IKN Górnik Iwonicz-Zdrój     | Monika Hojnisz-Staręga KS AZS AWF Katowice | Anna Mąka BKS WP Kościelisko        |
| 16.03.2022 | Bieg indywidualny mężczyzn | Wojciech Filip AZS AWF Wrocław             | Jan Guńka BKS WP Kościelisko               | Grzegorz Guzik BLKS Żywiec          |
| 17.03.2022 | Sprint kobiet              | Monika Hojnisz-Staręga KS AZS AWF Katowice | Kamila Żuk KS AZS AWF Katowice             | Anna Mąka BKS WP Kościelisko        |
| 17.03.2022 | Sprint mężczyzn            | Marcin Zawół MKS Karkonosze Jelenia Góra   | Andrzej Nędza-Kubiniec BKS WP Kościelisko  | Grzegorz Guzik BLKS Żywiec          |
| 18.03.2022 | Bieg masowy kobiet         | Monika Hojnisz-Staręga KS AZS AWF Katowice | Anna Mąka BKS WP Kościelisko               | Kinga Zbylut BKS WP Kościelisko     |
| 18.03.2022 | Bieg masowy mężczyzn       | Grzegorz Guzik BLKS Żywiec                 | Andrzej Nędza-Kubiniec BKS WP Kościelisko  | Łukasz Szczurek KS AZS AWF Katowice |